# Igor Flores Galarza
Igor Flores Galarza (Urdiain, 5 de desembre de 1976) és un ciclista navarrès, que fou professional de 1996 fins al 2002. Tota la seva carrera la disputà a l'equip Euskaltel-Euskadi. Els seus principals èxits foren una victòria d'etapa a la Volta a La Rioja i el Trofeu Alcudia.
El seu germà petit, Iker, també fou ciclista professional. Com ell, va ser fanalet vermell del Tour de França.

## Palmarès
- 1997
  - Vencedor d'una etapa a la Ruta Mèxic
- 2001
  - Vencedor d'una etapa a la Volta a La Rioja
- 2002
  - 1r al Trofeu Alcudia de la Challenge de Mallorca

### Resultats al Tour de França
- 2002. 153è de la classificació general

### Resultats a la Volta a Espanya
- 1999. 75è de la classificació general
- 2001. 65è de la classificació general